# تالدا
تالدا (به لاتین: Talda) یک منطقهٔ مسکونی در روسیه است که در جمهوری آلتای واقع شده‌است.